# Ataa Oko

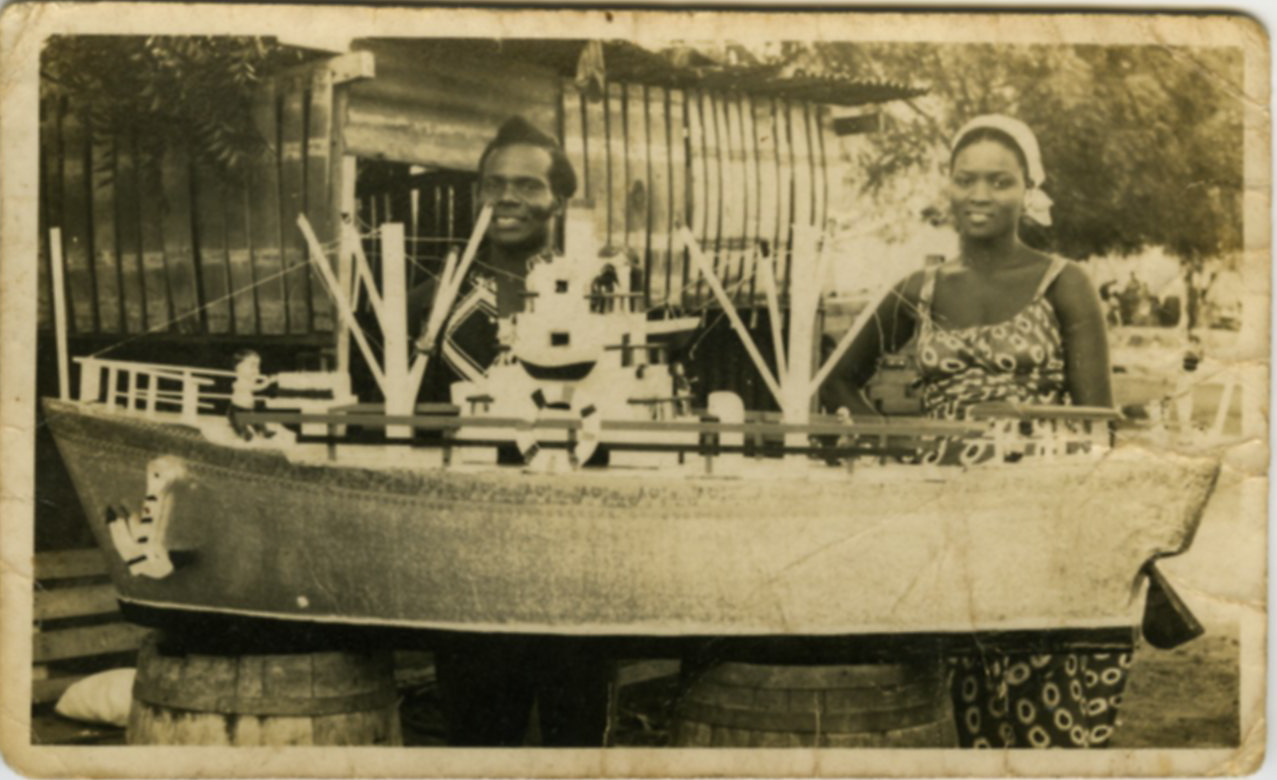
Ataa Oko und seine dritte Ehefrau mit einem Sarg in der Form eines Schiffs, um 1960

Ataa Oko Addo (* um 1919; † 9. Dezember 2012 in La, Greater Accra, Ghana) war ein ghanaischer Sarg- und Sänftenbauer und seit 2004 auch ein Künstler des Art brut.

## Leben und Wirken
Ataa Oko, mit vollem Namen Ataa Oko Addo, durfte nie eine Schule besuchen, sondern seine Eltern schickten ihn schon mit 13 Jahren als Fischer aufs Meer, später auf die Kakaoplantagen im Asante-Gebiet. 1936 begann er seine Lehre als Schreiner bei Sowah Obu in Accra. Nach der Ausbildung machte sich Ataa Oko selbständig. Bereits um 1945 begann er seine ersten figürlichen Särge herzustellen. Angeregt hatten ihn dafür die figürlichen Sänften, die bereits um 1930 von den Oberhäuptern der Ga in Accra benutzt wurden. Heute gilt Ataa Oko als einer der Pioniere der ghanaischen Sargkunst. 1951 eröffnete der Meister seine erste Schreinerwerkstatt in La, wo er noch bis 2006 figürliche Särge herstellte. Danach widmete er sich in Zusammenarbeit und mit der Unterstützung von Regula Tschumi dem Zeichnen. Im Auftrag der Ethnologin malte er zunächst seine einstigen figürlichen Särge und Sänften, später religiöse Rituale, und schließlich seine Träume und Geister, die er zu sehen glaubte. Ataa Oko malte bis zu seinem Tod im Dezember 2012. Ein Teil seiner wichtigsten Werke befindet sich heute in der Collection de l’Art Brut in Lausanne.

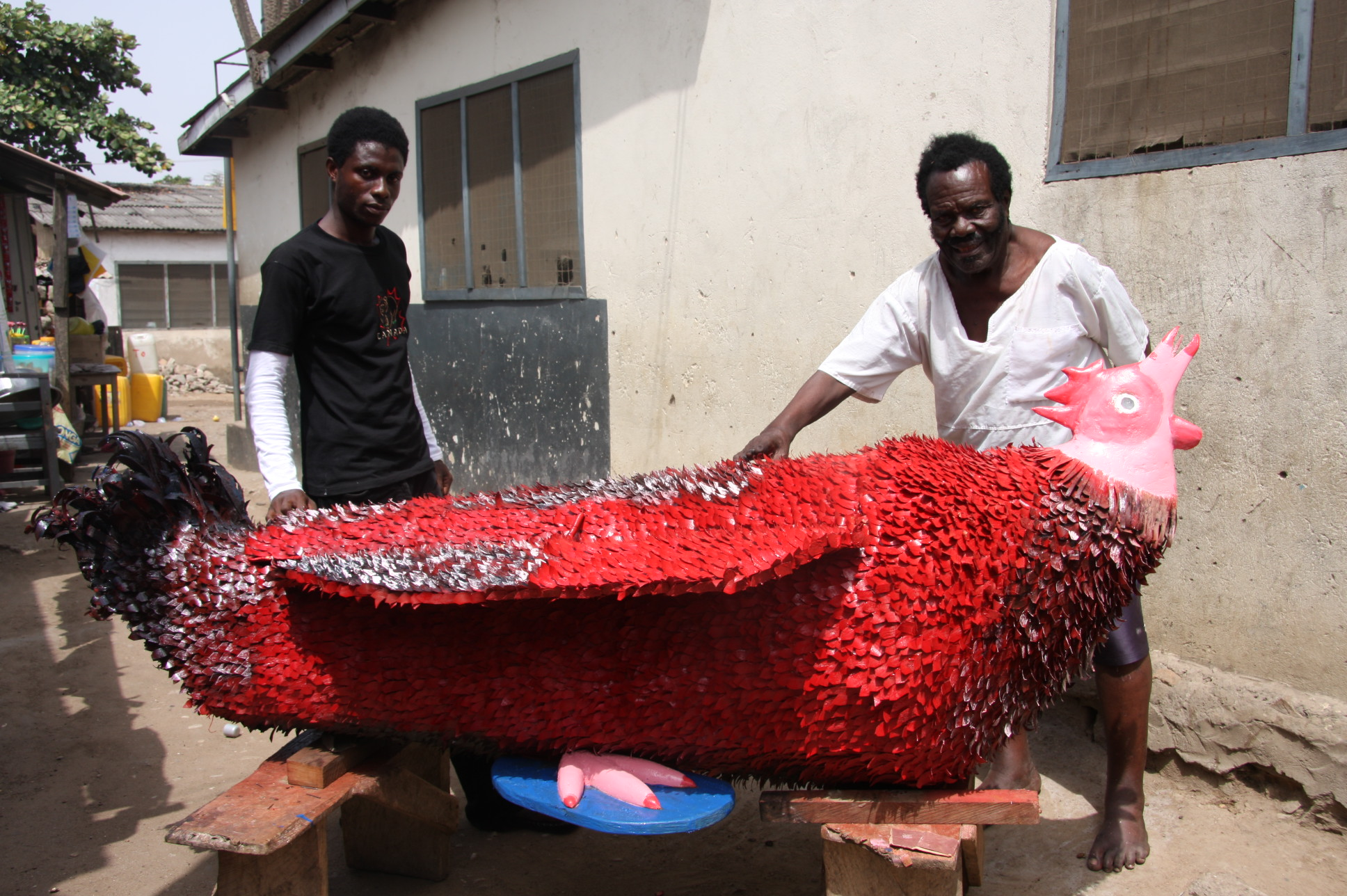
Ataa Oko und Kudjoe Affutu mit Okos rotem Hahnsarg 2009. Foto: Regula Tschumi

## Einzel- und Gruppenausstellungen
- 2025. Musée International de la Réforme, Genf: Voir l'invisible.
- 2024/25. Museum der Kulturen Mailand: Dubuffet e l'art brut - L'arte degli outsider.
- 2022. Museum der Völker, Schwaz: Die Geister spielen Fussball. Zeichnungen und Skulpturen des ghanaischen Künstlers Ataa Oko Addo (1919-2012).
- 2021/22. Collection de l’Art Brut, Lausanne: 5ième Biennale de l'art brut: Croyances.
- 2020. Kunsthalle Hamburg, Hamburg: Trauern. Von Verlust und Veränderung.
- 2017/18. Collection de l'Art Brut, Lausanne: 3ième Biennale de l'art brut: Corps.
- 2017. Galerie ANO in Accra: Accra. Portraits of A City. Eine Ausstellung von Nana Oforiatta Ayim.
- 2014. MUT Museum der Universität Tübingen: Diesseits-Jenseits-Abseits.
- 2012/13. MEN Musée d’ethnographie de Neuchâtel: Hors-Champs.
- 2011/12. Miracles of Africa, Hämeenlinna Art Museum, Hämeenlinna und Oulu Museum of Art, Oma, Finnland.[1]
- 2011. Sainsbury Centre for Visual Arts, University of East Anglia, Norwich: Ghanaian 'fantasy coffin, Griff Rhys Jones.[2]
- 2010/11. Collection de l’Art Brut, Lausanne: Ataa Oko et les Esprits, Einzelausstellung.[3]
- 2006 und 2007/2008. Kunstmuseum Bern und Deutsches Hygienemuseum, Dresden: Six Feet Under: Autopsie unseres Umgangs mit Toten.

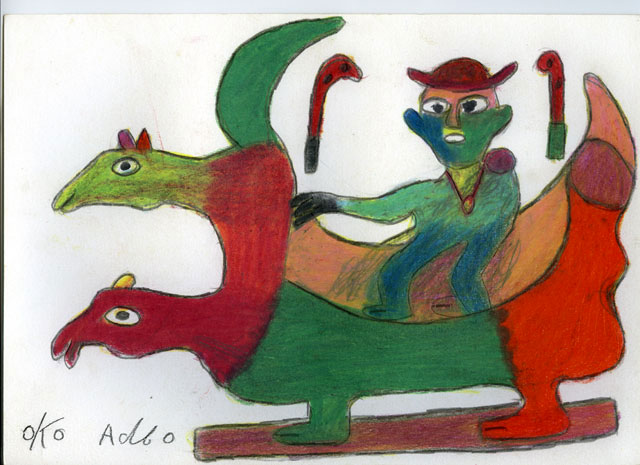
Figürliche Sänfte (2009)
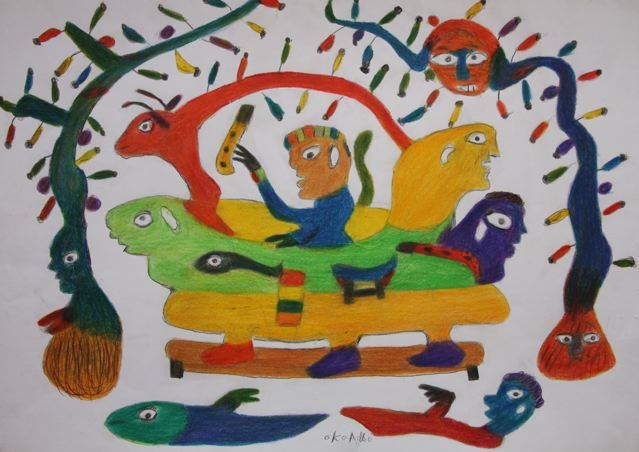
Figürliche Sänfte (2010)
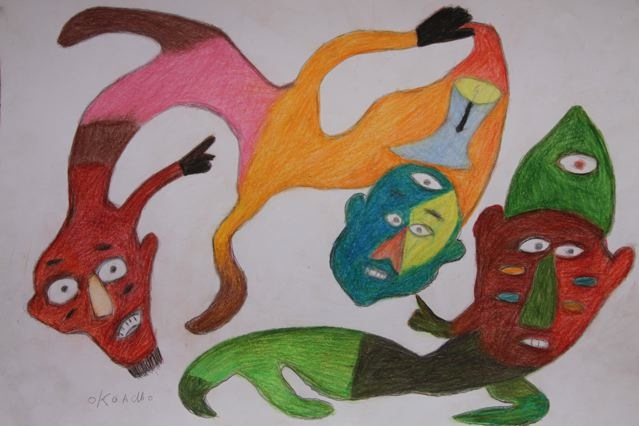
Geister (2010)
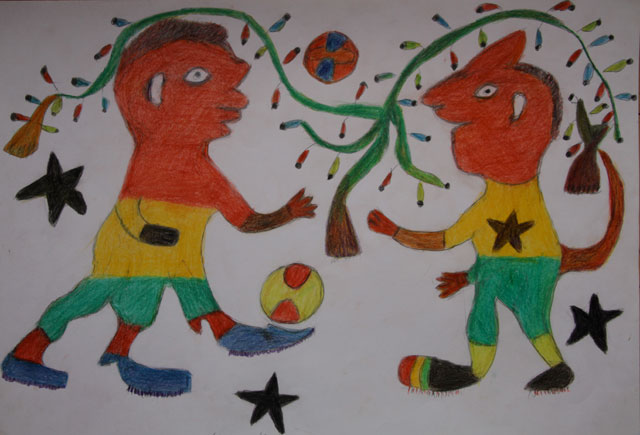
Fußball-Weltmeisterschaft (2010)

## Film, Videopräsentationen
- 2010. Ataa Oko et les esprits. Philippe Lespinasse, Regula Tschumi, Andress Alvarez. Lausanne/Le Tourne, Parti de l’Art Brut / LoKomotiv Films, 20 Minuten, (französisch, englische Untertitel).
- 2009. Sépulture sur mesure, Philippe Lespinasse, Grand Angle Production. Foto and video archives Regula Tschumi (französisch).
- 2006–07. Videopräsentationen: Der Altmeister Ataa Oko bei der Herstellung des Hennensarges und Die vergrabenen Schätze der Ga. Filmische Impressionen in der Ausstellung „Six Feet Under“ im Kunstmuseum Bern und im Deutschen Hygienemuseum Dresden sowie im Forum Théâtre-Meyrin bei Genf.